# 5e étape du Tour de France 2018
Pour un article plus général, voir Tour de France 2018.
La 5e étape du Tour de France 2018 se déroule le mercredi 11 juillet 2018 de Lorient à Quimper, sur une distance de 204,5 kilomètres. Elle est remportée au sprint par le coureur slovaque Peter Sagan, de l'équipe Bora-Hansgrohe. Le Belge Greg Van Avermaet (BMC) garde le maillot jaune.

## Résultats

### Classement de l'étape
| Classement de la 5e étape | Classement de la 5e étape | Classement de la 5e étape | Classement de la 5e étape | Classement de la 5e étape |
|                           | Coureur                   | Pays                      | Équipe                    | Temps                     |
| ------------------------- | ------------------------- | ------------------------- | ------------------------- | ------------------------- |
| 1er                       | Peter Sagan               | Slovaquie                 | Bora-Hansgrohe            | en 4 h 48 min 6 s         |
| 2e                        | Sonny Colbrelli           | Italie                    | Bahrain-Merida            | + 0 s                     |
| 3e                        | Philippe Gilbert          | Belgique                  | Quick-Step Floors         | + 0 s                     |
| 4e                        | Alejandro Valverde        | Espagne                   | Movistar                  | + 0 s                     |
| 5e                        | Julian Alaphilippe        | France                    | Quick-Step Floors         | + 0 s                     |
| 6e                        | Daniel Martin             | Irlande                   | UAE Emirates              | + 0 s                     |
| 7e                        | Greg Van Avermaet         | Belgique                  | BMC Racing                | + 0 s                     |
| 8e                        | Søren Kragh Andersen      | Danemark                  | Sunweb                    | + 0 s                     |
| 9e                        | Andrea Pasqualon          | Italie                    | Wanty-Groupe Gobert       | + 0 s                     |
| 10e                       | Vincenzo Nibali           | Italie                    | Bahrain-Merida            | + 0 s                     |
| modifier                  |                           |                           |                           |                           |

### Points attribués
| Sprint intermédiaire Roudouallec (km 92,5) | Sprint intermédiaire Roudouallec (km 92,5) | Sprint intermédiaire Roudouallec (km 92,5) | Sprint intermédiaire Roudouallec (km 92,5) | Sprint intermédiaire Roudouallec (km 92,5) |
| ------------------------------------------ | ------------------------------------------ | ------------------------------------------ | ------------------------------------------ | ------------------------------------------ |
|                                            | Coureur                                    | Pays                                       | Équipe                                     | Point(s)                                   |
| 1er                                        | Sylvain Chavanel                           | France                                     | Direct Énergie                             | 20                                         |
| 2e                                         | Nicolas Edet                               | France                                     | Cofidis                                    | 17                                         |
| 3e                                         | Jasper De Buyst                            | Belgique                                   | Lotto-Soudal                               | 15                                         |
| 4e                                         | Élie Gesbert                               | France                                     | Fortuneo-Samsic                            | 13                                         |
| 5e                                         | Julien Vermote                             | Belgique                                   | Dimension Data                             | 11                                         |
| 6e                                         | Lilian Calmejane                           | France                                     | Direct Énergie                             | 10                                         |
| 7e                                         | Toms Skujiņš                               | Lettonie                                   | Trek-Segafredo                             | 9                                          |
| 8e                                         | Fernando Gaviria                           | Colombie                                   | Quick-Step Floors                          | 8                                          |
| 9e                                         | Peter Sagan                                | Slovaquie                                  | Bora-Hansgrohe                             | 7                                          |
| 10e                                        | Alexander Kristoff                         | Norvège                                    | UAE Emirates                               | 6                                          |
| 11e                                        | Arnaud Démare                              | France                                     | Groupama-FDJ                               | 5                                          |
| 12e                                        | André Greipel                              | Allemagne                                  | Lotto-Soudal                               | 4                                          |
| 13e                                        | Maximiliano Ariel Richeze                  | Argentine                                  | Quick-Step Floors                          | 3                                          |
| 14e                                        | Marcel Kittel                              | Allemagne                                  | Katusha-Alpecin                            | 2                                          |
| 15e                                        | Ilnur Zakarin                              | Russie                                     | Katusha-Alpecin                            | 1                                          |
| modifier                                   |                                            |                                            |                                            |                                            |

| Arrivée d'étape Quimper (km 204,5) | Arrivée d'étape Quimper (km 204,5) | Arrivée d'étape Quimper (km 204,5) | Arrivée d'étape Quimper (km 204,5) | Arrivée d'étape Quimper (km 204,5) |
| ---------------------------------- | ---------------------------------- | ---------------------------------- | ---------------------------------- | ---------------------------------- |
|                                    | Coureur                            | Pays                               | Équipe                             | Point(s)                           |
| 1er                                | Peter Sagan                        | Slovaquie                          | Bora-Hansgrohe                     | 30                                 |
| 2e                                 | Sonny Colbrelli                    | Italie                             | Bahrain-Merida                     | 25                                 |
| 3e                                 | Philippe Gilbert                   | Belgique                           | Quick-Step Floors                  | 22                                 |
| 4e                                 | Alejandro Valverde                 | Espagne                            | Movistar                           | 19                                 |
| 5e                                 | Julian Alaphilippe                 | France                             | Quick-Step Floors                  | 17                                 |
| 6e                                 | Daniel Martin                      | Irlande                            | UAE Emirates                       | 15                                 |
| 7e                                 | Greg Van Avermaet                  | Belgique                           | BMC Racing                         | 13                                 |
| 8e                                 | Søren Kragh Andersen               | Danemark                           | Sunweb                             | 11                                 |
| 9e                                 | Andrea Pasqualon                   | Italie                             | Wanty-Groupe Gobert                | 9                                  |
| 10e                                | Vincenzo Nibali                    | Italie                             | Bahrain-Merida                     | 7                                  |
| 11e                                | Julien Simon                       | France                             | Cofidis                            | 6                                  |
| 12e                                | Geraint Thomas                     | Royaume-Uni                        | Sky                                | 5                                  |
| 13e                                | Pierre-Roger Latour                | France                             | AG2R La Mondiale                   | 4                                  |
| 14e                                | Christopher Froome                 | Royaume-Uni                        | Sky                                | 3                                  |
| 15e                                | Jelle Vanendert                    | Belgique                           | Lotto-Soudal                       | 2                                  |
| modifier                           |                                    |                                    |                                    |                                    |

|   | Coureur            | Pays     | Équipe            | Bonifications |
| - | ------------------ | -------- | ----------------- | ------------- |
| 1 | Julian Alaphilippe | France   | Quick-Step Floors | 3 s           |
| 2 | Greg Van Avermaet  | Belgique | BMC Racing        | 2 s           |
| 3 | Lilian Calmejane   | France   | Direct Énergie    | 1 s           |

|   | Coureur          | Pays      | Équipe            | Bonifications |
| - | ---------------- | --------- | ----------------- | ------------- |
| 1 | Peter Sagan      | Slovaquie | Bora-Hansgrohe    | 10 s          |
| 2 | Sonny Colbrelli  | Italie    | Bahrain-Merida    | 6 s           |
| 3 | Philippe Gilbert | Belgique  | Quick-Step Floors | 4 s           |

### Cols et côtes
| Côte de Kaliforn (km 106) 4e catégorie (1,7 km à 7,1%) | Côte de Kaliforn (km 106) 4e catégorie (1,7 km à 7,1%) | Côte de Kaliforn (km 106) 4e catégorie (1,7 km à 7,1%) | Côte de Kaliforn (km 106) 4e catégorie (1,7 km à 7,1%) | Côte de Kaliforn (km 106) 4e catégorie (1,7 km à 7,1%) |
| ------------------------------------------------------ | ------------------------------------------------------ | ------------------------------------------------------ | ------------------------------------------------------ | ------------------------------------------------------ |
|                                                        | Coureur                                                | Pays                                                   | Équipe                                                 | Point(s)                                               |
| 1er                                                    | Sylvain Chavanel                                       | France                                                 | Direct Énergie                                         | 1                                                      |
| modifier                                               |                                                        |                                                        |                                                        |                                                        |

| Côte de Trimen (km 113) 4e catégorie (1,6 km à 5,6%) | Côte de Trimen (km 113) 4e catégorie (1,6 km à 5,6%) | Côte de Trimen (km 113) 4e catégorie (1,6 km à 5,6%) | Côte de Trimen (km 113) 4e catégorie (1,6 km à 5,6%) | Côte de Trimen (km 113) 4e catégorie (1,6 km à 5,6%) |
| ---------------------------------------------------- | ---------------------------------------------------- | ---------------------------------------------------- | ---------------------------------------------------- | ---------------------------------------------------- |
|                                                      | Coureur                                              | Pays                                                 | Équipe                                               | Point(s)                                             |
| 1er                                                  | Sylvain Chavanel                                     | France                                               | Direct Énergie                                       | 1                                                    |
| modifier                                             |                                                      |                                                      |                                                      |                                                      |

| Côte de la Roche du feu (km 140,5) 3e catégorie (1,9 km à 6,6%) | Côte de la Roche du feu (km 140,5) 3e catégorie (1,9 km à 6,6%) | Côte de la Roche du feu (km 140,5) 3e catégorie (1,9 km à 6,6%) | Côte de la Roche du feu (km 140,5) 3e catégorie (1,9 km à 6,6%) | Côte de la Roche du feu (km 140,5) 3e catégorie (1,9 km à 6,6%) |
| --------------------------------------------------------------- | --------------------------------------------------------------- | --------------------------------------------------------------- | --------------------------------------------------------------- | --------------------------------------------------------------- |
|                                                                 | Coureur                                                         | Pays                                                            | Équipe                                                          | Point(s)                                                        |
| 1er                                                             | Sylvain Chavanel                                                | France                                                          | Direct Énergie                                                  | 2                                                               |
| 2e                                                              | Lilian Calmejane                                                | France                                                          | Direct Énergie                                                  | 1                                                               |
| modifier                                                        |                                                                 |                                                                 |                                                                 |                                                                 |

| Côte de Menez Quelerc'h (km 159,5) 3e catégorie (3 km à 6,2%) | Côte de Menez Quelerc'h (km 159,5) 3e catégorie (3 km à 6,2%) | Côte de Menez Quelerc'h (km 159,5) 3e catégorie (3 km à 6,2%) | Côte de Menez Quelerc'h (km 159,5) 3e catégorie (3 km à 6,2%) | Côte de Menez Quelerc'h (km 159,5) 3e catégorie (3 km à 6,2%) |
| ------------------------------------------------------------- | ------------------------------------------------------------- | ------------------------------------------------------------- | ------------------------------------------------------------- | ------------------------------------------------------------- |
|                                                               | Coureur                                                       | Pays                                                          | Équipe                                                        | Point(s)                                                      |
| 1er                                                           | Toms Skujiņš                                                  | Lettonie                                                      | Trek-Segafredo                                                | 2                                                             |
| 2e                                                            | Lilian Calmejane                                              | France                                                        | Direct Énergie                                                | 1                                                             |
| modifier                                                      |                                                               |                                                               |                                                               |                                                               |

| \| Côte de la montagne de Locronan (km 184,5) 3e catégorie (2,2 km à 5,9%) \| Côte de la montagne de Locronan (km 184,5) 3e catégorie (2,2 km à 5,9%) \| Côte de la montagne de Locronan (km 184,5) 3e catégorie (2,2 km à 5,9%) \| Côte de la montagne de Locronan (km 184,5) 3e catégorie (2,2 km à 5,9%) \| Côte de la montagne de Locronan (km 184,5) 3e catégorie (2,2 km à 5,9%) \| \| ----------------------------------------------------------------------- \| ----------------------------------------------------------------------- \| ----------------------------------------------------------------------- \| ----------------------------------------------------------------------- \| ----------------------------------------------------------------------- \| \| \| Coureur \| Pays \| Équipe \| Point(s) \| \| 1er \| Toms Skujiņš \| Lettonie \| Trek-Segafredo \| 2 \| \| 2e \| Lilian Calmejane \| France \| Direct Énergie \| 1 \| \| modifier \| \| \| \| \| |                  |          |                |          |
| Côte de la montagne de Locronan (km 184,5) 3e catégorie (2,2 km à 5,9%) |                  |          |                |          |
| | Coureur          | Pays     | Équipe         | Point(s) |
| 1er | Toms Skujiņš     | Lettonie | Trek-Segafredo | 2        |
| 2e | Lilian Calmejane | France   | Direct Énergie | 1        |
| modifier |                  |          |                |          |

### Prix de la combativité
- Toms Skujiņš (Trek-Segafredo)

## Classements à l'issue de l'étape

### Classement général
| Classement général | Classement général   | Classement général | Classement général        | Classement général |
|                    | Coureur              | Pays               | Équipe                    | Temps              |
| ------------------ | -------------------- | ------------------ | ------------------------- | ------------------ |
| 1er                | Greg Van Avermaet    | Belgique           | BMC Racing                | en 18 h 22 min 0 s |
| 2e                 | Tejay Van Garderen   | États-Unis         | BMC Racing                | + 2 s              |
| 3e                 | Philippe Gilbert     | Belgique           | Quick-Step Floors         | + 3 s              |
| 4e                 | Geraint Thomas       | Royaume-Uni        | Sky                       | + 5 s              |
| 5e                 | Julian Alaphilippe   | France             | Quick-Step Floors         | + 6 s              |
| 6e                 | Bob Jungels          | Luxembourg         | Quick-Step Floors         | + 9 s              |
| 7e                 | Tom Dumoulin         | Pays-Bas           | Sunweb                    | + 13 s             |
| 8e                 | Søren Kragh Andersen | Danemark           | Sunweb                    | + 13 s             |
| 9e                 | Rigoberto Urán       | Colombie           | EF Education First-Drapac | + 37 s             |
| 10e                | Rafał Majka          | Pologne            | Bora-Hansgrohe            | + 52 s             |
| modifier           |                      |                    |                           |                    |

### Classement par points
| Classement par points | Classement par points | Classement par points | Classement par points | Classement par points |
| --------------------- | --------------------- | --------------------- | --------------------- | --------------------- |
|                       | Coureur               | Pays                  | Équipe                | Point(s)              |
| 1er                   | Peter Sagan           | Slovaquie             | Bora-Hansgrohe        | 180 points            |
| 2e                    | Fernando Gaviria      | Colombie              | Quick-Step Floors     | 147 pts               |
| 3e                    | Alexander Kristoff    | Norvège               | UAE Emirates          | 78 pts                |
| 4e                    | André Greipel         | Allemagne             | Lotto-Soudal          | 69 pts                |
| 5e                    | Arnaud Démare         | France                | Groupama-FDJ          | 57 pts                |
| 6e                    | Sonny Colbrelli       | Italie                | Bahrain-Merida        | 55 pts                |
| 7e                    | Marcel Kittel         | Allemagne             | Katusha-Alpecin       | 52 pts                |
| 8e                    | Andrea Pasqualon      | Italie                | Wanty-Groupe Gobert   | 41 pts                |
| 9e                    | Sylvain Chavanel      | France                | Direct Énergie        | 40 pts                |
| 10e                   | John Degenkolb        | Allemagne             | Trek-Segafredo        | 36 pts                |
| modifier              |                       |                       |                       |                       |

### Classement du meilleur jeune
| Classement général du meilleur jeune | Classement général du meilleur jeune | Classement général du meilleur jeune | Classement général du meilleur jeune | Classement général du meilleur jeune |
|                                      | Coureur                              | Pays                                 | Équipe                               | Temps                                |
| ------------------------------------ | ------------------------------------ | ------------------------------------ | ------------------------------------ | ------------------------------------ |
| 1er                                  | Søren Kragh Andersen                 | Danemark                             | Sunweb                               | en 18 h 22 min 13 s                  |
| 2e                                   | Egan Bernal                          | Colombie                             | Sky                                  | + 1 min 8 s                          |
| 3e                                   | Magnus Cort Nielsen                  | Danemark                             | Astana                               | + 1 min 39 s                         |
| 4e                                   | Antwan Tolhoek                       | Pays-Bas                             | Lotto-Soudal                         | + 2 min 12 s                         |
| 5e                                   | Dion Smith                           | Nouvelle-Zélande                     | Wanty-Groupe Gobert                  | + 2 min 30 s                         |
| 6e                                   | Thomas Boudat                        | France                               | Direct Énergie                       | + 2 min 57 s                         |
| 7e                                   | Pierre Latour                        | France                               | AG2R La Mondiale                     | + 3 min 15 s                         |
| 8e                                   | Gregor Mühlberger                    | Autriche                             | Bora-Hansgrohe                       | + 4 min 24 s                         |
| 9e                                   | Guillaume Martin                     | France                               | Wanty-Groupe Gobert                  | + 4 min 28 s                         |
| 10e                                  | Gianni Moscon                        | Italie                               | Sky                                  | + 6 min 11 s                         |
| modifier                             |                                      |                                      |                                      |                                      |

### Classement du meilleur grimpeur
| Classement du meilleur grimpeur | Classement du meilleur grimpeur | Classement du meilleur grimpeur | Classement du meilleur grimpeur | Classement du meilleur grimpeur |
| ------------------------------- | ------------------------------- | ------------------------------- | ------------------------------- | ------------------------------- |
|                                 | Coureur                         | Pays                            | Équipe                          | Point(s)                        |
| 1er                             | Toms Skujiņš                    | Lettonie                        | Trek-Segafredo                  | 4 points                        |
| 2e                              | Sylvain Chavanel                | France                          | Direct Énergie                  | 4 pts                           |
| 3e                              | Lilian Calmejane                | France                          | Direct Énergie                  | 3 pts                           |
| 4e                              | Dion Smith                      | Nouvelle-Zélande                | Wanty-Groupe Gobert             | 1 pt                            |
| 5e                              | Kévin Ledanois                  | France                          | Fortuneo-Samsic                 | 1 pt                            |
| 6e                              | Anthony Perez                   | France                          | Cofidis                         | 1 pt                            |
| modifier                        |                                 |                                 |                                 |                                 |

### Classement par équipes
| Classement par équipes | Classement par équipes    | Classement par équipes | Classement par équipes |
|                        | Équipe                    | Pays                   | Temps                  |
| ---------------------- | ------------------------- | ---------------------- | ---------------------- |
| 1re                    | Quick-Step Floors         | Belgique               | en 55 h 45 min 20 s    |
| 2e                     | BMC Racing                | États-Unis             | + 23 s                 |
| 3e                     | Sunweb                    | Allemagne              | + 44 s                 |
| 4e                     | Sky                       | Royaume-Uni            | + 1 min 54 s           |
| 5e                     | Mitchelton-Scott          | Australie              | + 3 min 27 s           |
| 6e                     | Bora-Hansgrohe            | Allemagne              | + 3 min 45 s           |
| 7e                     | Astana                    | Kazakhstan             | + 3 min 52 s           |
| 8e                     | Bahrain-Merida            | Bahreïn                | + 3 min 56 s           |
| 9e                     | EF Education First-Drapac | États-Unis             | + 4 min 10 s           |
| 10e                    | Movistar                  | Espagne                | + 4 min 19 s           |
| modifier               |                           |                        |                        |

## Abandons
- 31 -   Michael Matthews (Sunweb) : Non partant[2]
- 143 -  Robert Kišerlovski (Katusha-Alpecin) : Abandon[2]
- 172 -  Tiesj Benoot (Lotto-Soudal) : Non partant[2]